# Цветан Стойнов
Цветан Стойнов е бивш български футболист, офанзивен полузащитник. Играл е за Спартак (Пловдив) от 1956 до 1967 г. Има 274 мача и 57 гола в А група. Шампион на България през 1963, вицешампион през 1962 и носител на Купата на Съветската армия през 1958 г. Има 3 мача за А националния отбор. За Спартак (Пд) има 6 мача и 1 гол в евротурнирите (4 мача с 1 гол за КЕШ и 2 мача за купата на УЕФА, тогава „Купа на панаирните градове“).